# Isochlora maxima
Isochlora maxima är en fjärilsart som beskrevs av Otto Staudinger 1888. Isochlora maxima ingår i släktet Isochlora och familjen nattflyn. Inga underarter finns listade i Catalogue of Life.